# 夕陽の舞い
『夕陽の舞い』（ゆうひのまい）はフジテレビ系ライオン奥様劇場枠で1970年6月8日から7月31日まで放送された連続テレビ映画である。白黒作品。全40回。

## 概要
「奥様劇場」第46作。義理の母と子ゆえに愛し合いながらも愛を貫けず、運命に翻弄され破滅してゆく男女を描くメロドラマ。放送開始日の新聞広告コピーは「禁断の庭に乱れ舞う義母と子の悲恋ドラマ！」。企画時には宮川和子が主演に予定されていた。プロデューサーの村上光一は後にフジテレビ代表取締役社長となる。平均視聴率17.8％、最高視聴率22.0％（いずれもビデオリサーチ関東地区調べ）。

## 物語
二十歳の大学生五条正之は、スキー場の山荘で出逢い一夜の口づけを交わしながら互いに名前も知らぬまま別れた年上の女性が忘れられずにいた。父の由之は作家で文壇の重鎮だったが女性にだらしなく、門下生の夏子と6年越しの愛人関係にあった。夏子とのことを妻の敏江に気取られそうになった由之は出版社の社員岡野に押し付け結婚させるが、純真な正之は父の行状に嫌悪感を募らせていった。その矢先敏江が急死する。後妻の座を狙う夏子は岡野と仮面夫婦を続けて好機到来を待つ。友人荒木の仲立ちで由之の再婚話が持ち上がった。父への反発から再婚相手と会うことを拒み続けた正之だったが、挙式の日に初めて見るその人は夢にまで見た幻の女性。憧れ続けた人を母と呼ばなければならない正之は傷つき懊悩する。新婦美名子も偶然のいたずらに言葉を失い、この日から秘密を抱えた二人の苦悩に満ちた同居生活が始まった。一方美名子に激しく嫉妬する夏子は由之へのつきまといをエスカレートさせていく。思いを断ち切ろうと正之は美名子に「一日も早くお母さんと呼べるようにします」と告げるが、その決意が崩れるのに長い時間は要しなかった。

## キャスト
- 五条美名子 ……… 加賀ちか子
- 五条正之 ………… 太田博之
- 五条由之 ………… 永井秀明
- 田代夏子 ………… 池田昌子
- 来宮啓子 ………… 南寿美子
- 秀桂尼 …………… 目黒幸子
- 藤波節子 ………… 小沢紗季子
- 五条敏江 ………… 三田登喜子
- 荒木 ……………… 影山泉
- 末次検事 ………… 北町史郎
- 篠原英輔 ………… 片山滉
- 篠原真弓 ………… 加藤真知子
- 岡野圭介 ………… 吉田忠信
- 湯浅 ……………… 鎌田英男
- 時子 ……………… 松平有加
- 裁判長 …………… 松尾文人

## スタッフ
- 脚本:柳川創造、白井更生
- 監督:今村農夫也、土屋蔵三、永野靖忠、松島稔、白井更生
- 音楽：大森盛太郎
- プロデューサー：大橋正次、弥山政之(NMC)、村上光一(フジテレビ)
- 制作：NMC・フジテレビ

## 主題歌
- 「夕陽の舞い」
  - 作詞：水木かおる
  - 作曲：川崎朗
  - 編曲：伊達稔　
  - 歌：秋美子（ポリドール・レコード）

## 参考資料
- 「夕陽の舞い」シナリオ決定稿
- 「テレビジョンドラマ」(放送映画出版)

| フジテレビ ライオン奥様劇場         | フジテレビ ライオン奥様劇場         | フジテレビ ライオン奥様劇場         |
| 前番組                              | 番組名                              | 次番組                              |
| ----------------------------------- | ----------------------------------- | ----------------------------------- |
| 逢いみての （1970.4.13 - 1970.6.5） | 夕陽の舞い （1970.6.8 - 1970.7.31） | 熱砂の慕情 （1970.8.3 - 1970.9.25） |